# Ойґен Дойч
Ойґен Дойч (нім. Eugen Deutsch, 9 листопада 1907 — 8 лютого 1945) — німецький важкоатлет.
Срібний призер Олімпійських Ігор 1936 року в напівважкій вазі.

## Життєпис
Ойґен Дойч встановив один світовий рекорд у важкій вазі в 1934 році. У тому ж році, а також в 1935 році він здобув срібні медалі на чемпіонатах Європи.
На Олімпійських іграх 1936 року в Берліні він виграв срібну медаль, поступившись Луї Остену. Спочатку Дойч був дискваліфікований за пропуск усіх трьох ривків, але за апеляцією йому відновили один з його ривків, який перемістив його на друге місце.
У 1934-36 роках Дойч виграв три національні титули.
Він був убитий в бою на Західному фронті незадовго до закінчення Другої світової війни.